# Дашківська сільська рада
Дашківська сільська рада — колишній орган місцевого самоврядування у Кобеляцькому районі Полтавської області з центром у c. Дашківка.

## Населені пункти
Сільраді були підпорядковані населені пункти:
- c. Дашківка
- с. Григорівка
- с. Ревущине
- с. Твердохліби
- с. Шевченки